# Карулия
Карулия (на гръцки: Σκήτη Καρούλια) е православeн скит на Света гора, подчинен на манастира Великата Лавра. Скитът е образуван от пещери и килии, разположени върху стръмни скали в най-южната част на Атонския полуостров, в близост до скита Катунакия.

## История
До най-отдалечените пещери и килии достъпът е възможен само чрез вериги и въжета. За названието на скита има няколко обяснения че произхожда от турската дума karauli – наблюдателен пункт, от гръцката Καρούλι – макара, или от латинската carrulus – скрипец, т.е. повдигащо устройство, с помощта на което отшелниците монаси са могли да се снабдяват с вода и храна и да търгуват с местните рибари.
Първите отшелници – предимно руски монаси, се установяват в Карулия през XVIII век, и през XIX век на това място вече се образува поселище от пещери и килии. Издига се и малка църква, посветена на Свети Георги.
Първоначално Карулия се намира в зависимост от големия скит „Света Анна“. На 18 май 1866 г. Великата Лавра предоставя на Карулия статут на самостоятелен скит, и за негов първи дикей е избран руския монах Инокентий († 1901).
В началото на XX век в Карулия живеят 30 руски монаси в 11 килии, през 1934 г.- 24 монаси в 19 килии, в периода 1940-1941 г.- 28 монаси в 18 килии. В наши дни в Карулия живеят 4-ма монаси в отделни килии.